# Икунум
Икунум — правитель г. Ашшура в XIX веке до н. э. Сын Илушумы.
Он известен построением храма богини Нинкигаль для укрепления города Ашшура и поддержания коммерческих колоний в Малой Азии.